# Palpita approximalis
Palpita approximalis là một loài bướm đêm trong họ Crambidae.